# Zwiebelrostbraten

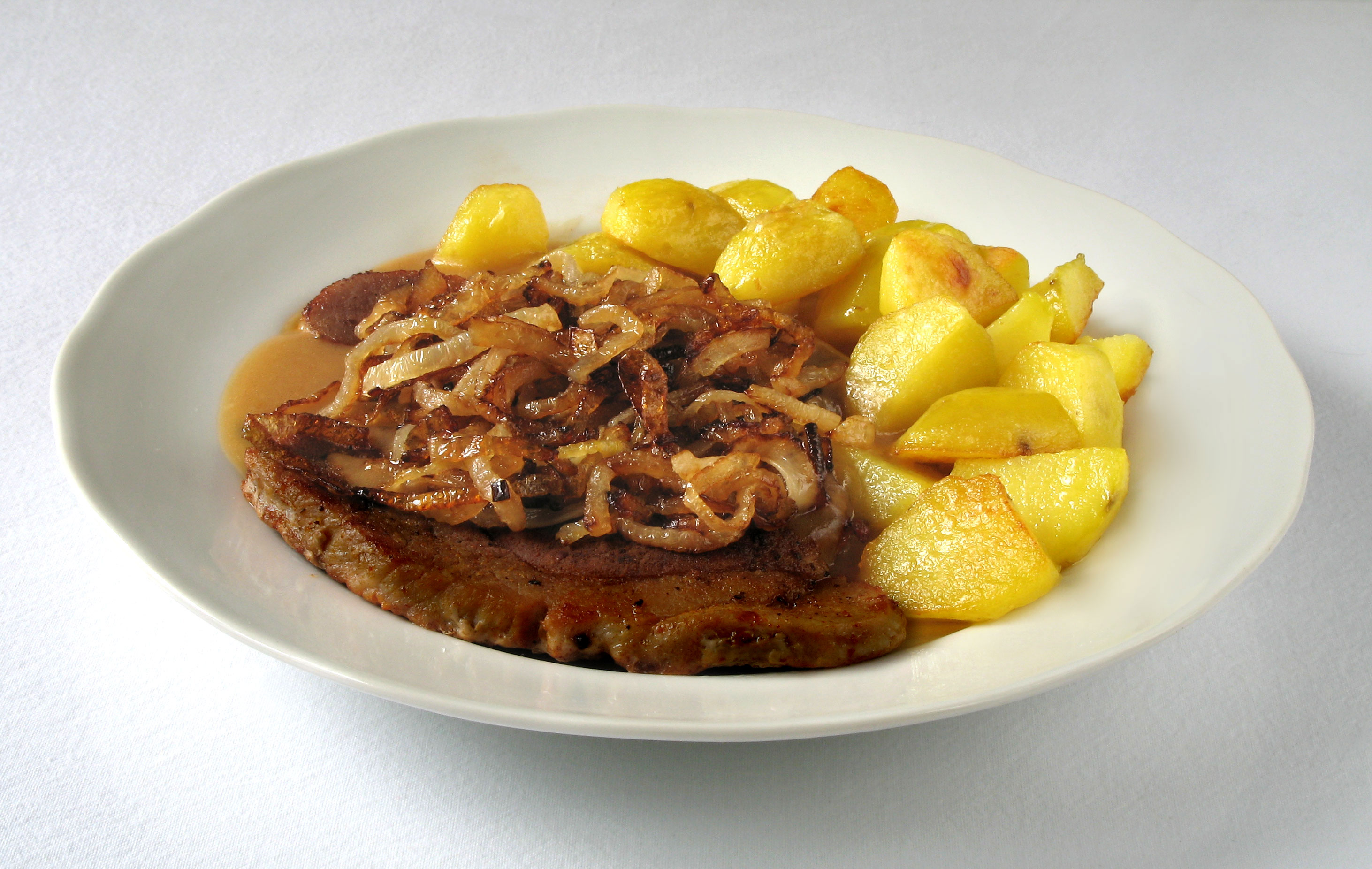
Zwiebelrostbraten

Zwiebelrostbraten (significando rosbife de cebola) é um prato tradicional da Áustria e da região alemã da Suábia. Consiste num bife coberto com rodelas de cebola assadas no forno.
Na Áustria, é um prato clássico, oriundo dos restaurantes de Viena, que pode também ser encontrado no resto do país. Na Suábia, pode considerar-se um prato familiar de Domingo. Como variantes regionais existem  Wiener Zwiebelrostbraten, Allgäuer Zwiebelrostbraten e Schwäbischer Zwiebelrostbraten.
Os ingredientes utilizados são o sal e a pimenta, para temperar, a farinha, eventualmente a mostarda e o alho, o rosbife (Rostbraten, em Alemão) frito em manteiga, margarina ou óleo vegetal. As cebolas são assadas com o molho resultante da fritura da carne e temperadas com pimentão. A carne é servida com o molho e coberta com as cebolas assadas. Pode ser acompanhada com batatas assadas ou massa. Na Suábia, a massa utilizada é o Spätzle.